# Isona i Conca Dellà
Isona i Conca Dellà – gmina w Hiszpanii, w prowincji Lleida, w Katalonii, o powierzchni 140,32 km². W 2011 roku gmina liczyła 1083 mieszkańców.